# Arycanda discata
Arycanda discata är en fjärilsart som beskrevs av W. Warren 1897. Arycanda discata ingår i släktet Arycanda och familjen mätare. Inga underarter finns listade i Catalogue of Life.